# Cadillac BLS
Cadillac BLS är en mellanklassmodell, speciellt utvecklad för den europeiska marknaden, som presenterades 2006. Modellen utvecklades på mycket kort tid och byggde i stora drag på koncernkollegan Saabs 9-3-modell och byggdes i Saabs fabrik i Trollhättan. Man drog bland annat ner på  5 kg ljudisolering i Saab 9-3, och flyttade över till BLS, enligt krav från GM som ville positionera BLS som en premiumbil. Grundkarossen hämtades från Saab 9-3, men fick en del ändringar på de yttre karossplåtarna och belysningen, så att bilarna inte ser helt lika ut. Invändigt fick BLS en modifierad instrumentbräda och lite lyxigare utseende. Tändningslåset flyttades från konsolen vid växelspaken upp till rattstången.
BLS fanns till en början endast som sedan, vilket kompletterades av en kombimodell (Cadillacs första) hösten 2007. Modellen erbjuds med fem motorer; två fyrcylindriga dieseldrivna på 1,9 liters slagvolym (150 hk eller 180 hk utvecklade av Fiat), två fyrcylindriga bensinmotorer på 2,0 liter (175 hk eller 210 hk) och en sexcylindrig bensindriven motor på 2,8 liter och 255 alternativt 280 hk. 
Designen gjordes i Saabs designstudio i Mölnlycke/Trollhättan, Sverige och utfördes av ett designteam under ledning av Chip Thole (exteriör) och Lars Falk (interiör), under ledning av Simon Padian och Michael Mauer.
Cadillac BLS presenterades i ett skede då framtiden för fabriken i Trollhättan var oviss och i Sverige ställdes höga förväntningar på modellen. Försäljningsframgången uteblev dock, både i Sverige och i övriga Europa. Modellen lades ner 2009 och fick ingen efterföljare. Saab var i det skedet redan på fallrepet som biltillverkare, och GM har inte gjort någon ny satsning på Cadillac i Europa även om vissa modeller importeras.

## Motorprogram
| Modell | Motor                     | Effekt                      | Bränsle    |
| ------ | ------------------------- | --------------------------- | ---------- |
| 1,9    | Fiat turbodiesel R4       | 150 hk                      | Diesel     |
| 1,9    | Fiat dubbelturbodiesel R4 | 180 hk                      | Diesel     |
| 2,0    | turbo Ecotec R4           | 175 hk                      | Bensin     |
| 2,0    | turbo Ecotec R4           | 210 hk                      | Bensin     |
| 2,0t   | FlexPower                 | 175 (bensin) / 200 hk (E85) | Bensin/E85 |
| 2,8    | HFV6 V6 turbo             | 255 hk                      | Bensin     |
| 2,8    | HFV6 V6 turbo             | 280 hk                      | Bensin     |